# Edward Moore (Gelehrter)
Edward Moore (* 28. Februar 1835 in Cardiff; † 2. September 1916 in Chagford, Devon) war ein britischer Altphilologe, Romanist, Italianist und Dante-Forscher.

## Leben und Werk
Moore studierte am Pembroke College (Oxford). Er unterrichtete auf der Isle of Wight, dann am Queen’s College (Oxford). 1864 wurde er Leiter von St Edmund Hall in Oxford. Ab 1903 war er Kanonikus der Kathedrale von Canterbury.
Moore hat sich vor allem in der Danteforschung einen Namen gemacht. Er war Ehrendoktor der Universität Dublin.

## Veröffentlichungen
- (Hrsg.) The works of Horace, Cambridge 1850, 1854
- (Hrsg.) An Introduction to Aristotle’s Ethics, London 1886, 1890
- The time-references in the Divina commedia, and their bearing on the assumed date and duration of the Vision, London 1887 (italienisch: Gli accenni al tempo nella Divina commedia e loro relazione con la presunta data e durata della visione, Florenz 1900, Rom 2007)
- Contributions to the textual criticism of the Divina commedia, including the complete collation throughout the Inferno of all the mss. at Oxford and Cambridge, Cambridge 1889
- Dante and his early biographers, London 1890, New York 1970
- Studies in Dante, 4 Bände, Oxford  1896–1917, 1968–1969
- (Hrsg.) Tutte le opere di Dante Alighieri, Oxford 1904